# Sinoxylon transvaalense
Sinoxylon transvaalense är en skalbaggsart som beskrevs av Pierre Lesne 1895. Sinoxylon transvaalense ingår i släktet Sinoxylon och familjen kapuschongbaggar. Inga underarter finns listade i Catalogue of Life.